# .sj
‎.sj‏ دامنه اختصاص داده شده به جزایر سوالبارد و یان ماین (متعلق به نروژ)است. این دامنه اینترنتی عملاً استفاده نمی‌شود.